# کلیدواژه
کلیدواژه (به انگلیسی: Keyword) به کلماتی گفته می‌شود که از متنی طولانی استخراج شده و در بسامدی بالا و البته غیر اتفاقی گویای موضوعات مهم آن متن می‌باشد.
توصیه می‌شود از کلمات خاص متن که اشاره به شخص، مکان و موضوعی منحصر به فرد است استفاده شود. کلیدواژه‌ها معمولاً برای متون علمی، تخصصی و خبر به کار می‌رود.
همچنین برای کتا‌ب‌ها و مراجع با حجم بالا هم میتوان کلیدواژه با مشخص بودن شماره صفحات در همان کتاب ارائه داد که منجر به مراجعه سریع به بخش یا صفحه مورد نظر شود. کلیدواژه با فهرست کتاب متفاوت است و فهرست صرفا عناوین و شروع فصل بندی یا بخش را مشخص می‌کند، ولی کلیدواژگان می‌تواند مطالعه کننده را به صفحه مورد نظر یا پاراگراف مد نظر هدایت کند.